# Christian Wolff (Theologe)
Christian Wolff (* 26. Juni 1943 in Berlin; † 23. Januar 2020 ebenda) war ein deutscher evangelischer Theologe.

## Leben
Nach der Promotion 1971 zum Dr. theol. in Greifswald und der Habilitation 1983 in Halle an der Saale lehrte er als Professor für Exegese und Theologie des Neues Testaments an der Humboldt-Universität zu Berlin (1991–2006). Am Sprachenkonvikt Berlin lehrte er von 1972 bis 1991.

## Werke (Auswahl)
- Jeremia im Frühjudentum und Urchristentum (= Texte und Untersuchungen zur Geschichte der altchristlichen Literatur. Band 118). Akademie-Verlag, Berlin 1976, OCLC 916631597 (zugleich Dissertation, Greifswald 1971).
- Der erste Brief des Paulus an die Korinther. Auslegung der Kapitel 8–16 (= Theologischer Handkommentar zum Neuen Testament. Band 7,2). Evangelische Verlagsanstalt, Berlin 1982, OCLC 955901043 (zugleich Dissertation B, Halle an der Saale 1983).
- Der zweite Brief des Paulus an die Korinther (= Theologischer Handkommentar zum Neuen Testament. Band 8). Evangelische Verlagsanstalt, Berlin 1989, ISBN 3-374-00857-7.